# Цутому Мијазаки
Цутому Мијазаки (јап. 宮﨑 勤; Токио, 21. август 1962 — Токио, 17. јун 2008) био је јапански серијски убица који је између августа 1988. и јуна 1989. убио, силовао и раскомадао четири девојчице на подручју Токија и префектуре Саитама.
Он је отео и убио девојчице, старости од 4 до 7 година у свом аутомобилу, пре него што је полно општио са њиховим лешевима па их раскомадао. Такође је појео поједине делове њихових тела, друге делове тела држао код себе у соби као трофеје и терорисао породице жртава путем телефона и поште.
Мијазаки је ухапшен јула 1989. у Хачиоџију након покушаја да киднапује још једну девојчицу. Дијагностиковано му је неколико поремећаја личности, али власти су процениле да је он ипак свестан својих злочина и њихових последица. Осуђен је на смрт 1997. и обешен 2008.
Медији су га описали као "отаку убицу" због његове огромне колекције аниме, манга, хорор и хентаи стрипова те порнографије, што је изазвало велику моралну панику у Јапану.